# Mecistocephalus angusticeps
Mecistocephalus angusticeps är en mångfotingart som först beskrevs av Ribaut 1914.  Mecistocephalus angusticeps ingår i släktet Mecistocephalus och familjen storhuvudjordkrypare.
Artens utbredningsområde är:
- Kenya.
- Seychellerna.

Inga underarter finns listade i Catalogue of Life.